# Luis de Alburquerque de Melo Pereira y Cáceres

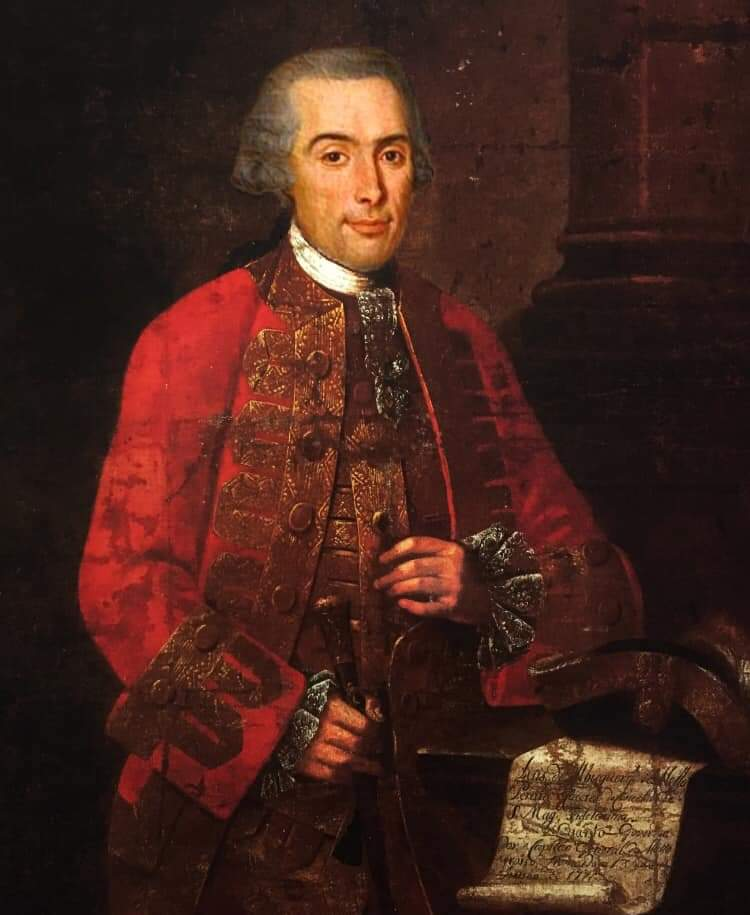

Luis de Alburquerque de Melo Pereira y Cáceres (Sátão, 21 de octubre de 1739 - 7 de julio de 1797) fue un militar y administrador colonial portugués.
Fue el cuarto gobernador y capitán general de la Capitanía de Mato Grosso, en Brasil. Tomó posesión del cargo el 13 de diciembre de 1772 y lo ejerció hasta 1788, cuando le sucedió su hermano Juan. Durante su gobierno se construyeron el Fuerte de Coímbra y el Fuerte Príncipe de Beira y fueron fundadas las ciudades de Alburquerque (actual Corumbá), Ladario, Villa María (actual Cáceres), Casalvasco (actual Villa Bella de la Santísima Trinidad) y Salinas. Con estas fundaciones se pretendía consolidar el dominio portugués de la zona para frenar el avance de los españoles.